# 웨딩 싱어
《웨딩 싱어》(영어: The Wedding Singer)는 1998년 개봉한 미국의 로맨틱 코미디 영화이다. 애덤 샌들러와 드루 배리모어가 주연을 맡았으며, 이후 두 사람은 《첫 키스만 50번째》(2004), 《블렌디드》(2014)에서도 함께 하였다.
흥행과 평 양면에서 성공하였다. 애덤 샌들러의 출연작 가운데 가장 뛰어난 코미디 영화 중 하나로 꼽힌다.
2006년 4월 이 영화를 원작으로 삼은 뮤지컬이 브로드웨이 무대에 올라갔다.

## 줄거리
1985년 뉴저지주 리지필드. 결혼식 피로연에서 축가를 부르는 일(wedding singer)을 하는 로비는 결혼식 당일 애인에게 차이면서 실연의 아픔을 겪는다. 곧 로비는 피로연장에서 종업원으로 일하는 줄리아의 결혼 준비를 돕다가 줄리아를 좋아하게 된다. 이제 로비는 줄리아가 식을 올리기 전에 줄리아의 마음을 얻어야 한다.

## 출연진
- 애덤 샌들러 - 로비 하트 역
- 드루 배리모어 - 줄리아 설리번 역
- 크리스틴 테일러 - 홀리 설리번 역
- 앨런 코버트 - 새미 역
- 앤절라 페더스톤 - 린다 역
- 매슈 글레이브 - 글렌 굴리아 역
- 알렉시스 아켓 - 조지 스티처 역
- 프랭크 시베로 - 앤디 역
- 크리스티나 피클스 - 앤지 설리번 역
- 엘런 앨버티니 다우 - 로지 역
- 빌리 아이덜 - 본인 역
- 케빈 닐런 - 심스 씨 역
- 로버트 스마이글 - 안드레이 역
- 피터 단테이 - 데이비드의 친구 역
- 마이클 슈먼 - 바르 미츠바 소년 역
- 스티븐 브릴 - 글렌의 친구 역
- 팀 헐리히 - 바텐더 루디 역
- 셰이나 모클러 - 승무원 역
- 스티브 부세미 - 데이비드 벨트리 역
- 존 러비츠 - 지미 무어 역
- 브라이언 포세인 - 9번 테이블에 앉은 남성 역

## 사운드트랙
1998년 대체로 뉴 웨이브 곡으로 구성된 사운드트랙 앨범 두 장이 발매되었다.
The Wedding Singer의 곡 목록
1. "Video Killed the Radio Star" - 더 프레지던츠 오브 더 유나이티드 스테이츠 오브 아메리카
2. "Do You Really Want to Hurt Me" - 컬처 클럽
3. "Every Little Thing She Does Is Magic" - 더 폴리스
4. "How Soon Is Now?" - 더 스미스
5. "Love My Way" - 더 사이키델릭 퍼스
6. "Hold Me Now" - 톰프슨 트윈스
7. "Everyday I Write the Book" - 엘비스 코스텔로
8. "White Wedding" - 빌리 아이덜
9. "China Girl" - 데이비드 보위
10. "Blue Monday" - 뉴 오더
11. "Pass the Dutchie" - 뮤지컬 유스
12. "Have You Written Anything Lately?"
13. "Somebody Kill Me" - 애덤 샌들러(작사·작곡: 샌들러, 팀 헐리히)
14. "Rapper's Delight" (medley) - 슈거힐 갱, 엘런 다우

The Wedding Singer Volume 2의 곡 목록
1. "Too Shy" - 캐저구구
2. "It's All I Can Do" - 더 카스
3. "True" - 스팬다우 발레
4. "Space Age Love Song" - 어 플록 오브 시걸스
5. "Private Idaho" - The B-52's
6. "Money (That's What I Want)" - 더 플라잉 리저즈
7. "You Spin Me Round (Like a Record)" - 데드 오어 얼라이브
8. "Just Can't Get Enough" - 더페시 모드
9. "Love Stinks" - 더 J. 가일스 밴드
10. "You Make My Dreams" - 홀 앤드 오츠
11. "Holiday" - 마돈나
12. "Grow Old with You"- 애덤 샌들러(작사·작곡: 샌들러, 팀 헐리히)

## 우리말 녹음
KBS 성우진
- 김일 - 로비(애덤 샌들러)
- 은정 - 줄리아(드루 배리모어)
- 김영진 - 글렌(매슈 글레이브)
- 김승태 - 데이비드(스티브 부세미)
- 차명화 - 앤지(크리스티나 피클스) / 할머니(엘런 앨버티니 다우)
- 은미 - 홀리(크리스틴 테일러)
- 유지원 - 린다(앤절라 페더스톤)
- 이광수 - 앤디(프랭크 시베로)
- 박영재 - 새미(앨런 코버트)
- 김목용 - 학생(토드 허스트)
- 권도일 - 빌리 아이덜(본인)
- 김민신 - 케이트(조디 실런)